# José Vicente García Acosta
José Vicente "Chente" García Acosta (Sant Sebastià, 4 d'agost del 1972) va ser un ciclista espanyol. Nascut al País Basc, però crescut i vivint a Tafalla, García Acosta va ser professional entre 1995 i 2011. En tots aquests anys ha militat en el mateix equip, l'actual Movistar Team, en els diferents noms que ha tingut.
Malgrat no tenir un palmarès molt extens ha aconseguit, victòries d'etapa a la Volta a Espanya i al Tour de França.

## Palmarès
- 1996
  - 1r a la Volta a Navarra i vencedor d'una etapa
- 1997
  - Vencedor d'una etapa a la Volta a Espanya
- 1998
  - 1r a la Gran Premi Eddy Merckx (amb Abraham Olano)
- 2000
  - Vencedor d'una etapa al Tour de França
- 2002
  - Vencedor d'una etapa a la Volta a Espanya
- 2003
  - Vencedor d'una etapa a la Volta a Burgos
- 2006
  - Vencedor d'una etapa a la Volta a Castella i Lleó

### Resultats al Tour de França
- 1997. No surt (4a etapa)
- 1998. No surt (17a etapa)
- 1999. 68è de la classificació general
- 2000. 53è de la classificació general. Vencedor d'una etapa
- 2001. Abandona (16a etapa)
- 2002. 122è de la classificació general
- 2003. 125è de la classificació general
- 2004. 86è de la classificació general
- 2005. 148è de la classificació general
- 2006. 115è de la classificació general
- 2007. 91è de la classificació general
- 2008. 141è de la classificació general

### Resultats a la Volta a Espanya
- 1997. 62è de la classificació general. Vencedor d'una etapa
- 1998. 48è de la classificació general
- 1999. 53è de la classificació general
- 2000. 63è de la classificació general
- 2001. 111è de la classificació general
- 2002. 75è de la classificació general. Vencedor d'una etapa
- 2003. 108è de la classificació general
- 2004. 106è de la classificació general
- 2005. 71è de la classificació general
- 2006. 104è de la classificació general
- 2007. 124è de la classificació general
- 2008. 119è de la classificació general
- 2009. 137è de la classificació general
- 2010. 115è de la classificació general
- 2011. Abandona (5a etapa)